# Воронізька волость
Воронізька волость — адміністративно-територіальна одиниця Глухівського повіту Чернігівської губернії.
Станом на 1885 рік складалася з 30 поселень, 14 сільських громад. Населення — 8815 осіб (4361 чоловічої статі та 4454 — жіночої), 1497 дворових господарства.
|                     | Площа, десятин | У тому числі орної, дес. |
| ------------------- | -------------- | ------------------------ |
| Сільських громад    | 10267          | 6891                     |
| Приватної власності | 4473           | 1968                     |
| Казенної власності  | —              | —                        |
| Іншої власності     | —              | —                        |
| Загалом             | 14740          | 8859                     |

Деякі поселення волості 1859 року:
- Вороніж — містечко казенне та власницьке при річці Осоті за 34 версти від повітового міста, 3516 осіб (1713 осіб чоловічої статі та 1803 — жіночої), 527 дворових господарств, 7 православних церков, приходське училище, ратуша, поштова станція, 3 ярмарки, базари, 2 винокурних заводи, 2 цукрових заводи.
- Курдюмівка — хутір власницький при річці Есмань за 27 верст від повітового міста, 32 особи (15 осіб чоловічої статі та 17 — жіночої), 6 дворових господарств.

Основні поселення волості станом на 1885:
- Вороніж — колишнє державне та власницьке містечко при річці Осоті за 35 верст від повітового міста, 2824 осіб, 549 дворів, 6 православних церков, поштова станція, 4 постоялих двори, ренськовий погріб, 9 постоялих будинків, 19 лавок, бурякоцукровий завод, базари по понеділках та п'ятницях, 3 ярмарки на рік: 15 травня, 15 серпня, 21 листопада. За 10 верст — винокурний завод з водяним млином.
- Гамаліївка — колишнє власницьке село при річці Шостка, 285 осіб, 52 двори, Гамаліївський монастир з 2 православними церквами, постоялий двір, постоялий будинок.
- Локотки — колишнє державне та власницьке село при річці Шостка, 1450 осіб, 261 двір, православна церква, 2 постоялих двори, 2 постоялих будинки, лавка, ярмарок, винокурний завод.
- Макове — колишнє державне та власницьке село при річці Шостка, 744 особи, 134 двори, православна церква, школа.
- Собичеве — колишнє державне та власницьке село при річці Шостка, 1535 осіб, 206 дворів, православна церква, каплиця, школа, постоялий двір, 4 постоялих будинки.

Станом на початок 1902 року складалася з 27 сільських громад.